# Merry Christmas! 〜ロンドンに奇跡を起こした男〜
『Merry Christmas! ～ロンドンに奇跡を起こした男～』（メリー・クリスマス ロンドンにきせきをおこしたおとこ、The Man Who Invented Christmas）は、2017年のアメリカ合衆国の伝記ドラマ映画。レス・スタンディフォードによる同名小説が原作である。ダン・スティーヴンス、クリストファー・プラマー、ジョナサン・プライス出演。チャールズ・ディケンズが「クリスマス・キャロル」を思いつき、その執筆の過程を描く。

## キャスト
※括弧内は日本語吹替
- チャールズ・ディケンズ - ダン・スティーヴンス（小野大輔）
  - 少年時代のディケンズ - イーリー・ソラン（篠原湊大）
- スクルージ - クリストファー・プラマー（市村正親）
- ケイト・ディケンズ - モーフィッド・クラーク（坂本真綾）
- ジョン・ディケンズ - ジョナサン・プライス（江原正士）
- リーチ - サイモン・キャロウ（後藤哲夫）
- ハドック/マーレイの幽霊 - ドナルド・サンプター（英語版）（麦人）
- フィスク夫人 - ミリアム・マーゴリーズ（山本与志恵）
- エリザベス・ディケンズ - ガー・ライアン（英語版）（小宮和枝）
- フォースター/現在の幽霊 - ジャスティン・エドワーズ（英語版）（田中美央）
- サッカレー - マイルズ・ジャップ（英語版）（間宮康弘）
- チャップマン - イアン・マクニース（宝亀克寿）
- ホール - デヴィッド・マクサヴェージ（英語版）（仲野裕）
- グリムスビー - ビル・パターソン（英語版）（水野龍司）
- フェジウィッグ - ジョン・ヘンショウ（英語版）（本多新也）
- フェジウィッグ夫人 - アネット・バッドランド（美々）
- タラ/過去の幽霊 - アンナ・マーフィ（齋藤茉日）
- ウォルター・ディケンズ - ジャスパー・ヒューズ=コッター（吉田奏佑）
- シニョール・マッツィーニ - コジモ・フスコ（英語版）（青山穣）
- ヘンリー・バーネット/ボブ・クラチット - マーカス・ラム（英語版）（星野貴紀）
- ファニー・ディケンズ/クラチット夫人 - ケイティ・マッギネス（魏涼子）
- グリムスビー夫人 - アメリア・クロウリー（井上カオリ）
- ギャリック・クラブのウェイター - パット・ムーニー（宮崎敦吉）
- シャーロット・ウィグモア - エイディーン・ワイルド（櫻庭有紗）
- グラブ - シーン・ダガン（吉田健司）

## スタッフ
- 監督 - バハラット・ナルルーリ（英語版）
- 脚本 - スーザン・コイン（英語版）
- 原作 - レス・スタンディフォード（英語版）
- 製作 - ニヴ・フィッチマン（英語版）、ヴァディム・ジーン（英語版）、ロバート・ミックルソン、スーザン・ミュレン、イアン・シャープレス
- 製作総指揮 - スーザン・コイン、ウェイン・マーク・ゴッドフリー、ジョアンナ・ホーガン、ロバート・ジョーンズ、ミッチェル・キャプラン、アンドリュー・カーペン、デヴィッド・ライワント、ローリー・メイ、ポーラ・メイザー、アラン・モロニー、リサ・ウィルソン
- 撮影監督 - ベン・スミサード
- プロダクションデザイナー - パキー・スミス
- 編集 - スティーヴン・オコネル、ジェイミー・ピアソン
- 音楽 - マイケル・ダナ
- 衣裳デザイン - レオニー・プレンダガスト

日本語版スタッフ
- 吹替翻訳 - 山門珠美
- 吹替演出 - 木村絵理子
- 吹替製作 - 東北新社

## 歴史考証
大人になったディケンズがウォーレンの靴墨工場を訪れるシーンがあるが、工場は1830年代初頭にすでに取り壊されていた。
インタビューでスティーヴンスは「率直に言って、歴史的正確性については気にしていない。創造過程の瞬間に偉大な人物が奮闘する姿、その劇的で喜劇的な面白さに興味をひかれた。私はディケンズを髭が生えた老賢者のようには演じたくなかったからね。」と答えている。スティーヴンスはさらに、ディケンズが双極性障害だったというミリアム・マーゴリーズの説にも興味を示し、「暗く憂鬱な時もあった。しかし、そばにディケンズがいるとすごく楽しい時もあったと思う、とてもひょうきんで遊び心のある人だから。」と語っている。

## 公開
2017年11月22日、全米500館で公開された。

## 評価
Rotten Tomatoesでは169件のレビューがあり、79%の支持率を得て平均点は10点中6.34点となっている。Metacriticでは32人の批評家に基づき、加重平均値は100点満点中60点となり、「混合または平均的なレビュー」となっている。